# Amblyeleotris wheeleri
 Amblyeleotris wheeleri  es una especie de peces de la familia de los Gobiidae en el orden de los Perciformes.

## Morfología
Los machos pueden llegar a alcanzar los 10 cm de longitud total.

## Distribución geográfica
Se encuentra desde el África Oriental hasta Fiyi, el sur del Japón y la Gran Barrera de Coral. 

## Observaciones
Es inofensivo para los humanos. 